# Пасифлора
Пасифлора (Passiflora) или още „страстниче“, „цвете на страстта“ и др. е род пълзящи, топлолюбиви растения, които цъфтят в жълто, синьо, червено и много други багри.

## Разпространение
Произлизат от Северна Америка, Южна Америка, Австралия. Познати са над 500 вида. За родина на пасифлората водят спор няколко латиноамерикански държави – Аржентина, Бразилия и Перу. Там гъстотата на диворастящите лиани от този род е най-голяма. За кръстници на цветето на страстта се смятат католическите мисионерите в Южна Америка. Името произхожда от испанското „pasión“ – „passion flower“, като мисионерите го нарекли така в чест на Страстите Христови. Всяка част от растението е именована на последните дни на Христос. Разперените пръсти на листата – на Светото разпятие, десетте петали и сепали – верните апостоли, нишковидната коронка на цвета – трънливия венец, чашковидният плодник – на Светия Граал и т.н.

## Отглеждане
Пасифлората е катереща се лиана, която се захваща успешно за дървета, сводове, арки, така също и за огради. Любимо изложение на пасифлората е южното. Тя е изключително светлолюбиво растение, а позиционирането и спрямо слънцето е от особено важно значение за цъфтежната фаза, която продължава от май до септември. Ако вашето цвете на страстта е разположено на по-сенчесто място, няма да цъфти така, както ако е на пряко слънцеогряване. Поливайте обилно през летния сезон, пасифлорите обожават влажната почва през лятото. Ако имате възможност, „къпете“ цялото растение с вода, опръсквайте редовно и то ще ви се отблагодари с прекрасно зелени и свежи листа и обилен цвят.
Размножават се чрез семена и резници и разделяне на коренища. Желателно е използването на вкоренител при залагането на резниците.
Цветовете на пасифлорите са най-впечатляващата част на това растение. Бели, сини, жълти, червени и виолетови комбинации – цветовете на пасифлората грабват окото от пръв поглед. Плодовете на някои пасофлори са ядливи и биха могли да се предложат като екзотичен десерт – например маракуята.
В България някои видове пасифлора се отглеждат на открито – по дворове и градини. В южните части на България тя се чувства добре и понася леко меките зими. Спорно е дали преди зазимяването, през есента, трябва да се подрязва или лианата да се остави. Практикуват се и двата метода.

## Видове
- Passiflora amalocarpa
- Passiflora amethystina
- Passiflora aurantia
- Passiflora caerulea
- Passiflora capsularis
- Passiflora citrina - една от малкото цъфтящи в жълто пасифлори
- Passiflora coccinea
- Passiflora edulis
- Passiflora helleri
- Passiflora holosericea
- Passiflora incarnata
- Passiflora karwinskii
- Passiflora ligularis
- Passiflora mucronata
- Passiflora murucuja
- Passiflora quadrangularis
- Passiflora racemosa
- Passiflora serratifolia
- Passiflora tarminiana
- Passiflora tenuifila
- Passiflora tulae
- Passiflora vitifolia
- Passiflora yucatanensis